# Oligodonta florissantensis
Oligodonta florissantensis is een vlindersoort uit de familie van de Pieridae (witjes), onderfamilie Pierinae.
Oligodonta florissantensis werd in 1976 beschreven door F. Brown.